# Луна Педженга
Луна Педженга — самый большой бронзовый барабан в мире, известная реликвия Юго-Восточной Азии бронзового века. Он почитается местным населением, возможно связан с ранними ритуалами возделывания риса. Самый совершенный из барабанов такого типа: его исследователи, включая проф. Галестена, называют барабан «одним из самых великолепных шедевров, когда-либо созданных человеком».
Барабан был сделан около 300 года до н. э. и принадлежит к донгшонской культуре. Луна Педженга впервые стала известна западному миру из книги The Ambonese Curiosity Cabinet Георга Румфиуса, опубликованной в 1705 г. Полное описание дал художник Ниувенкамп, использовавший изображение лица на барабане. Вопрос о том, был ли барабан сделан в Индонезии или в северном Вьетнаме, является предметом споров исследователей.
Барабан находится в храме Pura Penataran Asih в Педженге, около Убуд, в долине рек Petauan и Pakerisan на острове Бали, где впервые в этой области было развито рисоводство. Его высота 186,6 см, диаметр самого барабана — 160 см, а кожуха — 110 см. На барабане изображено человеческое лицо с огромными круглыми глазами и с опухшими мочками ушей, украшенными необычно большими серьгами и растительным орнаментом за ухом.

## Легенда
Существует ряд легенд, связанных с этим барабаном. По одной из них, он когда-то был сережкой в ухе богини Dewi Ratih (индуистская богиня Луны в балийской мифологии). Также есть легенда о том, что в древние времена в году было 13 месяцев и лишь после того, как один из них упал на землю, их стало 12.
По другому преданию, этот барабан был колесом повозки со светящимися колёсами, везущей Луну по небу. Однажды ночью колесо отвалилось и упало на дерево, где сияло ярко, как Луна. Свет мешал некоему вору в его тайных делах, так как ночью стало светло. Раздраженный этой помехой, вор забрался на дерево и помочился на раскаленное колесо. За это кощунство он поплатился жизнью, так как от этого колесо взорвалось и убило вора. В конце концов оно остыло и было сохранено в качестве реликвии, которому поклонялись местные жители.